# Главанська сільська рада
Глава́нська сільська́ ра́да — колишня адміністративно-територіальна одиниця та орган місцевого самоврядування в Арцизькому районі Одеської області. Адміністративний центр — село Главані.

## Загальні відомості
Главанська сільська рада утворена в 1967 році.
- Територія ради: 69,89 км²
- Населення ради: 2 510 осіб (станом на 2001 рік)
- Територією ради протікає річка Аліяга

## Населені пункти
Сільській раді були підпорядковані населені пункти:
- с. Главані

## Населення
Згідно з переписом 1989 року населення сільської ради становило 2880 осіб, з яких 1404 чоловіки та 1476 жінок.
За переписом населення 2001 року в сільській раді мешкали 2503 особи.

### Мова
Розподіл населення за рідною мовою за даними перепису 2001 року:
| Мова       | Відсоток |
| ---------- | -------- |
| болгарська | 91,59 %  |
| російська  | 4,22 %   |
| українська | 2,67 %   |
| молдовська | 1,2 %    |
| гагаузька  | 0,16 %   |
| румунська  | 0,04 %   |

## Склад ради
Рада складалася з 16 депутатів та голови.
- Голова ради: Капова Тамара Миколаївна
- Секретар ради: Капов Сергій Іванович

### Керівний склад попередніх скликань
| Прізвище, ім'я, по батькові | Основні відомості                                                         | Дата обрання | Дата звільнення |
| --------------------------- | ------------------------------------------------------------------------- | ------------ | --------------- |
| Дімітров Федір Дмитрович    | Сільський голова, 1958 року народження, безпартійний                      | 26.03.2006   | 31.10.2010      |
| Капова Тамара Миколаївна    | Сільський голова, 1968 року народження, освіта вища, член Партії регіонів | 31.10.2010   |                 |

Примітка: таблиця складена за даними сайту Верховної Ради України

### Депутати
За результатами місцевих виборів 2010 року депутатами ради стали:

#### За суб'єктами висування
| Суб'єкт висування           | Кількість обраних депутатів | %    |
| --------------------------- | --------------------------- | ---- |
| Партія регіонів             | 9                           | 56,3 |
| Самовисування               | 6                           | 37,5 |
| Комуністична партія України | 1                           | 6,3  |

#### За округами
| № округу                    | Прізвище, ім'я, по батькові      | Дата визнання обраним | Освіта             | Партійна приналежність | Відомості про обраного депутата                                |
| --------------------------- | -------------------------------- | --------------------- | ------------------ | ---------------------- | -------------------------------------------------------------- |
| Комуністична партія України |                                  |                       |                    |                        |                                                                |
| 4                           | Муратков Марк Маркович           | 01.11.2010            | вища               | позапартійний          | пенсіонер                                                      |
| Партія регіонів             |                                  |                       |                    |                        |                                                                |
| 1                           | Тукусер Галина Миколаївна        | 01.11.2010            | вища               | член Партії регіонів   | Прямобалківська загальноосвітня школа, вчитель                 |
| 2                           | Мігова Оксана Георгіївна         | 01.11.2010            | середня спеціальна | позапартійна           | Главанський фельдшерсько-акушерський пункт, фельдшер-акушер    |
| 3                           | Арабаджі Надія Володимирівна     | 01.11.2010            | середня спеціальна | член Партії регіонів   | Главанська сільська рада, рахівник-касир                       |
| 6                           | Капов Сергій Іванович            | 01.11.2010            | вища               | член Партії регіонів   | Арцизьке підприємство ветеринарної медицини, лікар — ветеринар |
| 7                           | Мігов Іван Петрович              | 01.11.2010            | вища               | член Партії регіонів   | Главанська загальноосвітня школа, вчитель                      |
| 9                           | Капов Адам Дмитрович             | 01.11.2010            | вища               | член Партії регіонів   | Главанська сільська рада, землевпорядник                       |
| 10                          | Делібозогло Володимир Михайлович | 01.11.2010            | середня            | член Партії регіонів   | ВАТ «Главанбудматеріали», водій                                |
| 11                          | Делібоз Наталія Георгіївна       | 01.11.2010            | вища               | член Партії регіонів   | Главанська загально -освітня школа, вчитель                    |
| 13                          | Делібозогло Любов Демянівна      | 01.11.2010            | вища               | член Партії регіонів   | Главанська загальноосвітня школа, вчитель                      |
| Самовисування               |                                  |                       |                    |                        |                                                                |
| 5                           | Настрадін Тетяна Іванівна        | 01.11.2010            | вища               | позапартійна           | декретна відпустка                                             |
| 8                           | Настрадін Ганна Миколаївна       | 01.11.2010            | середня            | позапартійна           | пенсіонер                                                      |
| 12                          | Куйтуклу Дмитро Васильович       | 01.11.2010            | середня            | позапартійний          | фермерське господарство «Топалов В. З.», заступник голови      |
| 14                          | Капова Світлана Вікторівна       | 01.11.2010            | середня            | позапартійна           | Главанське споживче товариство, керівник                       |
| 15                          | Капов Ілля Іванович              | 01.11.2010            | середня            | позапартійний          | ТОВ «АФ Главан», водій                                         |
| 16                          | Дундєва Валентина Дмитрівна      | 01.11.2010            | середня            | позапартійна           | «Украгрокопм», кухар                                           |